# Partido Autonomista (1862)
El Partido Autonomista fue un partido político argentino, de la provincia de Buenos Aires, que se desprendió del Partido Liberal luego de la Batalla de Pavón. Su idea principal fue defender la autonomía de la provincia de Buenos Aires frente a la hegemonía del gobierno central y oponerse a la nacionalización de la Ciudad de Buenos Aires, la más importante de la provincia, con el fin de que se constituyera en capital federal de la Nación, tal como disponía la Constitución Nacional de 1853. Fue fundado en 1862 por Adolfo Alsina como contracara del Partido Nacionalista del entonces presidente Bartolomé Mitre, quien también provenía del Partido Liberal, pero impulsaba la conformación de un poder nacional, por encima de las provincias, que tuviera sede en Buenos Aires. El Partido Autonomista desapareció en 1874, cuando se creó en todo el país el Partido Autonomista Nacional.

## Historia
Elegido presidente por unanimidad de los electores, en cuanto asumió la Presidencia, Mitre logró que el Congreso Nacional aprobara una ley federalizando toda la provincia de Buenos Aires. Pero la Legislatura de Buenos Aires no dio su aprobación, como era indispensable según la norma incluida en la Constitución por la reforma de 1860.
El 7 de junio de 1862, Mitre envió un mensaje al Senado de la Nación solicitando la ley de Capital de la República y el 20 de agosto el Congreso votó la ley federalizando todo el territorio de la provincia de Buenos Aires. Inmediatamente después, Mitre, como gobernador de la provincia y presidente de la Nación, le solicitó a la Legislatura de la provincia de Buenos Aires, que aceptara la federalización de la misma, pero los diputados provinciales rechazaron de plano la ley nacional.
El intento de federalizar la provincia intentado por Mitre, causó la división del Partido Unitario de Buenos Aires en dos: el Partido Nacionalista –liderado por Mitre– y el Partido Autonomista, cuyo líder era Adolfo Alsina; este último defendía la integridad territorial y la autonomía política de la provincia. Los mitristas fueron conocidos como "cocidos" y los opositores como "crudos". En 1865, Alsina sería elegido gobernador de la provincia de Buenos Aires.
En 1867, el partido decide postular a Alsina a la presidencia en las elecciones del siguiente año con el apoyo de los partidos oficialistas de Córdoba y Santa Fe, pero la candidatura es retirada por falta de apoyo. En 1874, tras unas elecciones legislativas en las que el Partido Nacional recibe un gran apoyo, Alsina decide rescindir su candidatura a la presidencia y propone una coalición con este; así, el 15 de marzo, se conforma el Partido Autonomista Nacional.

## Primeros autonomistas en Argentina
Antes de la formación institucional del Partido, en el Río de la Plata ya habían existido manifestaciones que constituyen antecedentes del autonomismo, generalmente en figuras que de forma autónoma y con relevante trayectoria política asumieron como Gobernantes en sus Provincias. Se trataba de personalidades que concebían la autonomía como la búsqueda de libertad e independencia con respecto al poder central, autonomía requerida para poder llevar a buen puerto un Gobierno local. Esta corriente nació como una ola federal que fue una de las corrientes de búsqueda de autonomía que más fuerza tuvieron en el país. Ya en 1815, justamente un año antes de la declaración de la Independencia en el Congreso de Tucumán comenzaron a observarse estas búsquedas locales de autonomía. Se puede mencionar en el norte de la Argentina al en ese entonces Coronel Martín Miguel de Güemes quién asumió de forma autónoma la Gobernación de la Provincia de Salta con el apoyo tanto del "pueblo en armas" que estaba defendiendo la Patria, como de la llamada "gente decente". Güemes fue el primer Gobernador autonomista en el país elegido en mayo de 1815. Su gobierno no era ni federal ni unitario, ya que constituía un autonomismo que concebía a dicha autonomía de la Provincia y de la Región como parte de un esquema que reconocía al poder Central, motivo por el cual apoyó al Congreso de Tucumán y a la Constitución de 1819. 
Otro de los primeros autonomístas fue el coronel José Javier Díaz, de Córdoba. Era un hombre poderoso económicamente, dueño de la estancia "La Candelaria". Díaz asumió de forma autonómica el Gobierno de la Provincia de Córdoba, comenzando así a mostrar la fuerza de una zona que fue clave para el equilibrio de poder en el país y que este no quede puramente centralizado en Buenos Aires.
Por último, se puede mencionar al "Príncipe de los Gauchos", Francisco Candioti, un hombre nacido en Santa Fe. Era dueño de una cuantiosa fortuna. Comerciaba con el Alto Perú, trabajando con el centro de poder económico de entonces que era Potosí. 
Estos primeros autonomistas de Salta, Córdoba y Santa Fe no son citados generalmente cuando se describe la historia del partido, pero constituyen un importante antecedente de lo que luego institucionalizaría Alsina conformando el Partido Autonomísta. Eran tres hombres que estaban vinculados a los poderes económicos no sólo de Buenos Aires sino de Potosí y compartían la necesidad de libertad e independencia para sus Provincias que se materializó en sus gobernaciones autónomas de 1815 que compartían la visión de constituir igualmente una Nación unida también con Buenos Aires, donde luego surge Adolfo Alsina.

## Sobre su fundador
Adolfo Alsina era un dirigente síntesis de las divisiones que existían en el país en su momento. De hecho, su padre era unitario y su madre hija de un reconocido dirigente federal.  
Fue elegido diputado nacional en 1862. Cuando en el Congreso se trató la federalización de la provincia impulsada por Bartolomé Mitre, Alsina comandó al grupo que se opuso al proyecto, logrando superar la iniciativa del entonces Presidente de la Nación, organizando a todos los que lo apoyaron en un nuevo partido: el Autonomista. 
En 1866 fue elegido gobernador de la provincia de Buenos Aires. Durante su mandato fundó una quincena de pueblos en el interior de la Provincia. Su gobierno mantuvo la paz en la frontera con los pueblos originarios.
En 1867 lanzó su candidatura a presidente aliándose con Córdoba y Santa Fe. Tras el derrocamiento de sus dos aliados retiró su candidatura y estableció una alianza con Domingo Faustino Sarmiento, integrando la fórmula para la presidencia y vicepresidencia de la República, que triunfó en las elecciones de 1868. Una buena parte de los votos de Sarmiento fueron, en la práctica, aportados por el Partido Autonomista.
Sarmiento, ya como presidente, no lo consultó en las decisiones importantes y ni siquiera lo dejó como presidente provisional en sus viajes al interior del país. Finalizada la presidencia de Sarmiento, en 1874, Alsina se alió con Nicolás Avellaneda para crear lo que luego sería conocido como el Partido Autonomista Nacional. Tras el triunfo de Avellaneda en los comicios Alsina ocupó el Ministerio de Guerra y Marina.
Como ministro de guerra, Alsina modernizó las comunicaciones de gobierno y defensa incorporando el telégrafo. En 1876 dispuso la creación de la "Escuela Telegráfica" en el Colegio Militar de la Nación.
En el "problema del indio" con los enfrentamientos que existían en esa época, fue partidario de una política defensiva y no ofensiva, afirmando que emprendería una campaña contra el desierto y no contra el indio. La posición defensiva organizada por Alsina fue duramente criticada por quienes querían arrasar con los indios, acusándolo de no resolver el problema de la incorporación efectiva de estas tierras a la República Argentina.